# 普萊森特維尤鎮區 (密歇根州)
普萊森特維尤鎮區（英語：Pleasantview Township）是位於美國密歇根州埃米特縣的一個行政鎮區。

## 地方資料
普萊森特維尤鎮區的面積為92.40平方千米，當中陸地面積為92.20平方千米，而水域面積為0.20平方千米。根據2020年美國人口普查的數據，當地共有人口918人，而人口密度為每平方千米9.94人。